# Parti dévot

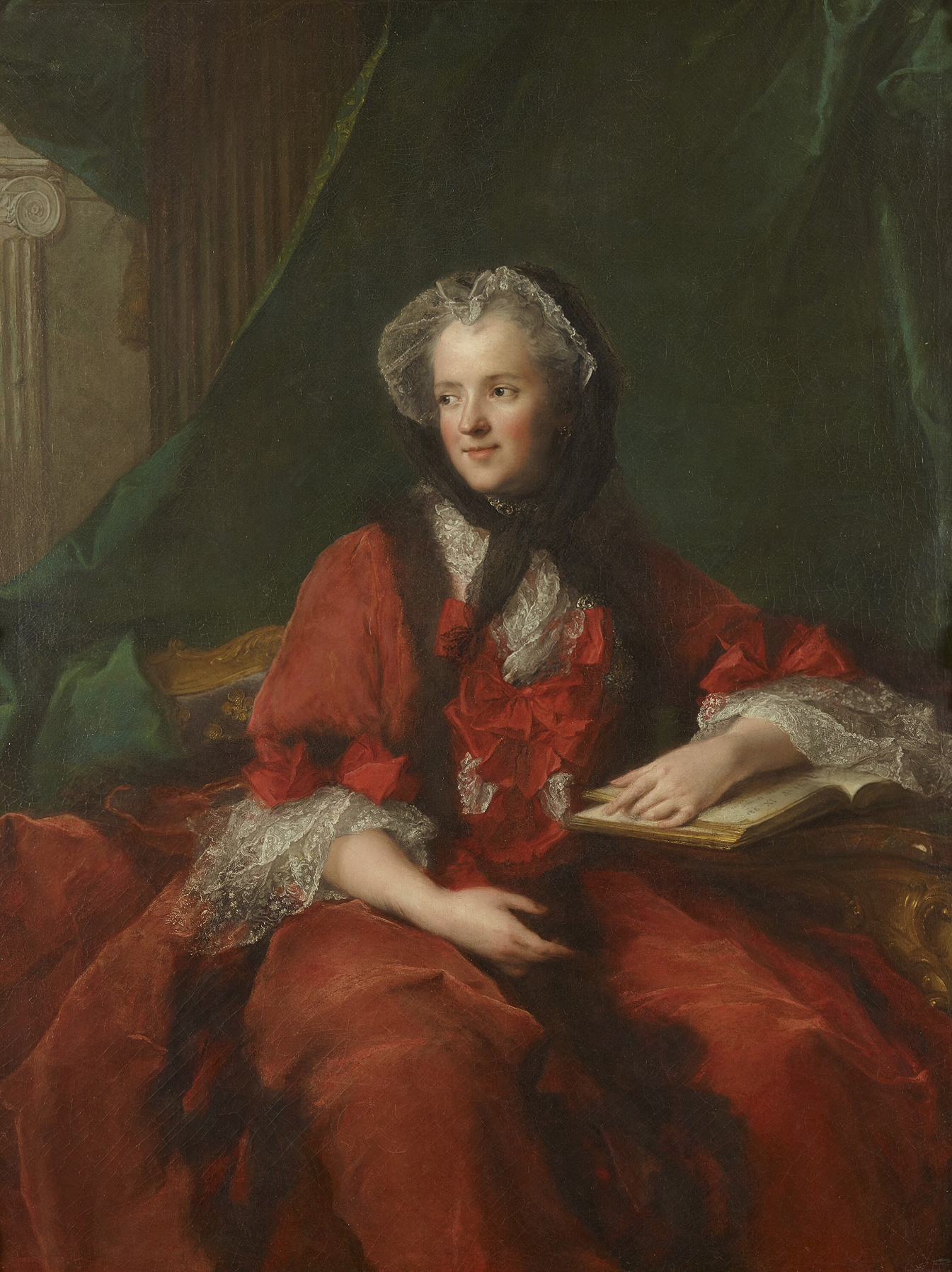
Maria Leszczyńska

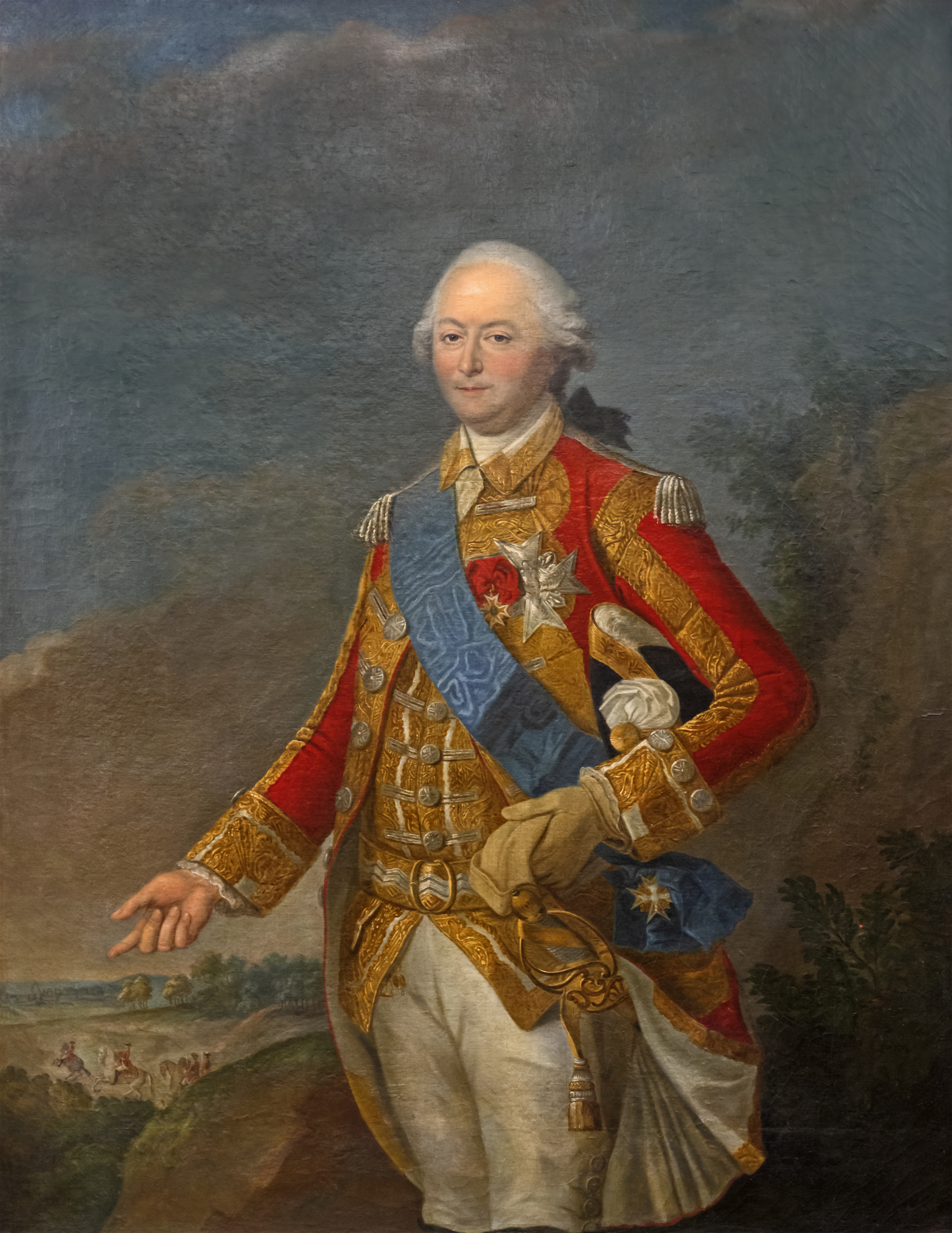
Emmanuel de Vignerot du Plessis

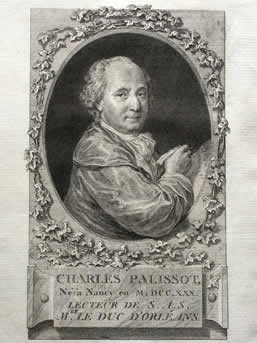
Charles Palissot de Montenoy

Parti des dévots („partia dewotów”) – nazwa ta odnosi się do kilku stronnictw prokościelnych w historii Francji:
1. Parti des dévots w XVII wieku – stronnictwo skupione wokół Marii Medycejskiej (pomagał jej Gaston Orleański, a skierowane przeciw kardynałowi Richelieu. Z kolejną partią dewotów walczył Ludwik XIV.
2. Parti des dévots („partia dewotów”) – konserwatywno-chrześcijańska frakcja na dworze francuskim w XVIII wieku, opozycyjna wobec filozofów (les philosophes Parti philosophique – Voltaire, Diderot) i ich protektorki Madame de Pompadour. Walka stronnictw rozpoczęła się po przybyciu na dwór tej ostatniej (1745), a przybrała na sile w latach pięćdziesiątych, gdy powstawała Wielka Encyklopedia Francuska. Szefem parti devot była de facto pobożna królowa Maria Leszczyńska, a należeli do niej m.in. Emmanuel de Vignerot du Plessis i dramaturg Charles Palissot de Montenoy. 